# Weltraumschiff 18
Weltraumschiff 18 war ein deutsches Science-Fiction-Filmprojekt aus den Jahren 1937 bis 1939, das aufgrund des Zweiten Weltkrieges abgebrochen wurde.
Die Dreharbeiten fanden bei der Ufa in Berlin statt. Das bis 1939 fertiggestellte Material wurde von Anton Kutter weiterverwendet. Zusammen mit Aufnahmen des ebenfalls abgebrochenen Filmprojektes „Zwischenfall im Weltall“, das in den Bavaria-Filmstudios gedreht worden war, schuf er den Kurzfilm „Weltraumschiff I startet“.

## Handlung
Der Inhalt von „Weltraumschiff 18“ wurde in dem fertiggestellten Filmplakat folgendermaßen angekündigt:
Ufa-Filme, denen die kühne Darstellung eines technischen, zukunftsweisenden Problems zugrunde lag, bildeten seit je Höhepunkte des Jahresprogrammes, aufsehenerregende Ereignisse, die den Erfolg mit sich führten – man erinnert sich an „F.P.1 antwortet nicht“ und „Gold“. – Mit „Weltraumschiff 18“ nimmt die Ufa diese Tradition wieder auf und lässt einen Film entstehen, der nicht allein ein würdiger Nachfolger der vorausgegangenen sein wird, sondern diese in dem rasanten Ablauf seiner Geschehnisse, in der Kühnheit und Wahrscheinlichkeit der Lösung seines technischen Problems, in der Zeitnähe des Handlungsortes und in der Betonung der menschlichen Zusammenhänge noch übertreffen dürfte. – Die höchst sensationelle Handlung setzt das Vorhandensein großer und phantastisch schneller Flugzeuge – sogenannter „Weltraumschiffe“ – voraus, die in wenigen Stunden Polflüge unternehmen und in der Antarktis zu Forschungszwecken stationiert werden können. Gelegentlich eines solchen Fluges wird der Niedergang eines riesigen, die Erde erschütternden Meteors beobachtet und bei der Untersuchung des Meteorgesteins stellt man neue, unbekannte Elemente fest, die ungeheure Energien entfachen. Um diese Elemente, um diese geheimnisvollen Kräfte, die die Welt aus ihren Angeln heben könnten, entbrennt ein Kampf der Wissenschaft und ein Kampf der Völker …
Stoff, Spielleitung und Besetzung kennzeichnen einen in jeder Beziehung großen Film!